# Adela Noriega
Adela Amalia Noriega Méndez, nota come Adela Noriega (Città del Messico, 24 ottobre 1969), è un'attrice messicana.
Il suo successo è legato ai molti ruoli avuti nelle telenovelas

## Biografia
Suo padre è morto quando lei era ancora una bambina, lasciandola sola con la madre, una sorella di due anni più grande e un fratello più piccolo. È stata scoperta a 12 anni da un'agenzia pubblicitaria mentre si trovava con la madre in un centro commerciale. Ha iniziato la sua carriera come modella nelle pubblicità e nei fotoromanzi.
Ebbe il suo primo ruolo da attrice a 14 anni nella telenovela Principessa e nella serie televisive, ¡¡Cachún cachún ra ra!! (1984). Nel 1985, è stata proclamata "attrice esordiente dell'anno", un importante premio della rivista Heraldo. Nel 1987, ebbe il primo ruolo da protagonista nella miniserie Yesenia e un altro ancora in La debuttante, la prima telenovela per adolescenti. Nel 1989, ottenne il ruolo di 'Lucero Sandoval' in un'altra telenovela per ragazzi, Dulce Desafío.
Nel 1993, firmò un contratto con la rete televisiva statunitense Telemundo, per il ruolo di protagonista in Il segreto della nostra vita. Nel 1995, lavorò in Colombia recitando in Maria Bonita. Nel 1997 ritornò a lavorare con la Televisa e recitò in un remake di María Isabel, con Fernando Carrillo. Ricevette un premio TVyNovelas nel 1999, per il suo ruolo in Libera di amare, come " migliore giovane attrice protagonista."
Nel 2001, recitò in El manantial per il quale ricevette un altro premio TVyNovelas, tra gli altri. Nel 2004, ritornò nel ruolo di Matilde Peñalver y Beristáin, nella serie storica, Amor real.. Recitò anche il ruolo principale di Sofía Elizondo in Fuego en la sangre, nel 2008.

## Filmografia

### Cinema
- Los amantes del señor de la noche, regia di Isela Vega (1984)
- Un sabado mas, regia di Sergio Véjar - Lucía (1986)

### Televisione

#### Telenovelas e miniserie
- Principessa (1984)
- Juana Iris (1985)
- Yesenia - Yesenia (1987)
- La debuttante (Quinceańera) (1987-1988)
- Dulce desafío (1988-1989)
- Il segreto della nostra vita; altro titolo: Guadalupe (Guadalupe) (1993-1994)
- María Bonita (1994-1995)
- María Isabel (1997-1998)
- Libera di amare; altro titolo: Il privilegio di amare (El privilegio de amar) (1998-1999)
- El manantial (2001-2002)
- Amor real (2003)
- La esposa virgen (2005)
- Fuego en la sangre (2008)

#### Telefilm
- ¡¡Cachún cachún ra ra!! - Adela (1984-1987)

## Doppiatrici italiane
- Sonia Mazza in La debuttante, Guadalupe, Libera di amare
- Anna Lana in Amor real
- Claudia Razzi in Yesenia

## Premi

### Premi TVyNovelas
(Riferimento:)
| Anno | Categoria                     | Titolo             | Risultato |
| ---- | ----------------------------- | ------------------ | --------- |
| 1986 | Migliore attrice rivelazione  | Juana Iris         | Nominata  |
| 1987 | Migliore giovane attrice      | Yesenia            | Nominata  |
| 1988 | Migliore giovane attrice      | La debuttante      | Vinto     |
| 1990 | Migliore giovane attrice      | Dulce desafío      | Vinto     |
| 1998 | Migliore giovane attrice      | Maria Isabel       | Vinto     |
| 1999 | Migliore attrice protagonista | Libera di amare    | Vinto     |
| 2002 | Migliore attrice protagonista | El manantial       | Vinto     |
| 2004 | Migliore attrice protagonista | Amor real          | Vinto     |
| 2006 | Migliore attrice protagonista | La esposa virgen   | Nominata  |
| 2009 | Migliore attrice protagonista | Fuego en la sangre | Nominata  |